# Kailashahar Airport
Kailashahar Airport är en flygplats i Indien.   Den ligger i distriktet North Tripura och delstaten Tripura, i den östra delen av landet, 1 500 km öster om huvudstaden New Delhi. Kailashahar Airport ligger 30 meter över havet.
Terrängen runt Kailashahar Airport är platt. Runt Kailashahar Airport är det tätbefolkat, med 550 invånare per kvadratkilometer. Närmaste större samhälle är Kailāshahar, 2,7 km norr om Kailashahar Airport. I omgivningarna runt Kailashahar Airport växer huvudsakligen savannskog.